# Julio Barroso
Julio Alberto Barroso (* 16. Januar 1985 in San Martín) ist ein ehemaliger argentinischer Fußballspieler und heutiger -trainer. Der Innenverteidiger wurde Juniorenweltmeister 2005 und gewann insgesamt fünf nationale Meisterschaften in Argentinien und Chile.

## Karriere

### Verein
Barroso begann seine Karriere 2004 bei den Argentinos Juniors und wechselte 2005 zu den Boca Juniors. Dort stand er bis 2011 unter Vertrag, war jedoch in dieser Zeit mehrfach verliehen. So spielt er bei Racing Club, in Spanien für Lorca und Estudiantes sowie in Chile für Ñublense. Bei Ñublense blieb er auch nach seiner Leihe und wurde 2012 vom CD O’Higgins ausgeliehen und ebenfalls fest verpflichtet. Bei der Meisterschaft der Apertura 2013/14 hatte Barroso als Stammspieler einen erheblichen Anteil. Zudem erzielte er beim 4:3-Sieg gegen Rangers de Talca ein Tor. Nach der Meisterschaft, der ersten in der Klubhistorie von O’Higgins, nahm er das Angebot von Rekordmeister CSD Colo-Colo an und gewann in seiner Zeit bis 2021 drei weitere Meistertitel. Zudem gewann er mit den Albos zwei Mal die Copa Chile. Seine Karriere ließ er bei Everton de Viña del Mar ausklingen, wo er bis Dezember 2023 spielte.
Im Anschluss an seine Karriere wurde er Trainer einer Jugendmannschaft bei Everton und später Co-Trainer des Brasilianers Gustavo Leal. Nach der Entlassung Leals wurde Barroso im März 2025 Interimstrainer.

### Nationalmannschaft
Barroso war Stammspieler bei der U20-Nationalmannschaft und nahm an der Junioren-Weltmeisterschaft 2005 teil, bei der Argentinien Weltmeister wurde.

## Erfolge
Boca Juniors
- Argentinischer Meister: 2005-A, 2008-A
- Recopa-Sudamericana-Sieger: 2008

O’Higgins
- Chilenischer Meister: 2013/14-A

CSD Colo-Colo
- Chilenischer Meister: 2013/14-C, 2015/16-A, 2017-T
- Chilenischer Pokalsieger: 2016, 2019
- Chilenischer Supercup-Sieger: 2017, 2018

U20-Nationalmannschaft
- Junioren-Weltmeister: 2005

## Sonstiges
Durch seine lange Zeit in Chile nahm Barroso im April 2017 zusätzlich zur argentinischen auch die chilenische Staatsbürgerschaft an.